# Leo Šešerko
‎Leo(pold) Šešerko, slovenski politik in okoljevarstvenik, * 13. oktober 1948, 18. oktober 2023.

## Življenjepis
Na Fakulteti za sociologijo, politične vede in novinarstvo v Ljubljani (od 1991 Fakulteta za družbene vede v Ljubljani) je do njegove ukinitve v prvem in drugem letniku predaval predmet Filozofija (pred 1988 Filozofski temelji z zgodovino marksizma kot naslednik Božidarja Debenjaka), od 1987 kot izredni profesor (poleg tega isti predmet tudi na AGRFT).
V prvi demokratično izvoljeni slovenski vladi, ki jo je sestavila koalicija DEMOS leta 1990, je imel kot predstavnik stranke Zelenih Slovenije vlogo podpredsednika vlade in koordinatorja, zadolženega tudi za okoljska vprašanja.
Leta 1992 je bil izvoljen v 1. državni zbor Republike Slovenije; v tem mandatu je bil član naslednjih delovnih teles:
- Odbor za spremljanje uresničevanja Resolucije o izhodiščih zasnove nacionalne varnosti Republike Slovenije (predsednik),
- Komisija za volitve, imenovanja in administrativne zadeve,
- Komisija za nadzor nad delom varnostnih in obveščevalnih služb,
- Odbor za finance in kreditno-monetarno politiko (do 31. maja 1995),
- Preiskovalna komisija za parlamentarno preiskavo o sumu zlorabe javnih pooblastil v poslovanju podjetij HIT d.o.o., Nova Gorica, Elan, Slovenske železarne, banke, ki so v sanacijskem postopku, dodelite koncesij za uvoz sladkorja tudi za potrebe državnih rezerv in
- Preiskovalna komisija o politični odgovornosti posameznih nosilcev javnih funkcij za aretacijo, obsodbe ter izvršitev obsodb proti Janezu Janši, Ivanu Borštnerju, Davidu Tasiču in Franciju Zavrlu.